# Edinanci Silva
Edinanci Fernandes da Silva (* 23. August 1976 in Sousa, Paraíba) ist eine ehemalige brasilianische Judoka. Sie gewann bei Einzel-Weltmeisterschaften zweimal Bronze.

## Sportliche Karriere
Edinanci Silva hatte von Geburt an sowohl männliche als auch weibliche Geschlechtsorgane. Im Vorfeld der Olympischen Spiele 1996 unterzog sie sich einer Operation, die es ihr ermöglichte, fortan als Frau zu leben und auch an Wettkämpfen für Frauen teilzunehmen. Die 1,75 m große Edinanci Silva trat bei den Wettkämpfen in Atlanta im Schwergewicht an, der Gewichtsklasse über 72 Kilogramm. In ihrem ersten Kampf bezwang sie nach 35 Sekunden die Japanerin Noriko Anno, in der zweiten Runde unterlag sie der Russin Swetlana Gundarenko mit einer kleinen Wertung (yuko). In der Hoffnungsrunde bezwang Silva die Ungarin Éva Gránitz nach 28 Sekunden. Nach ihrer Niederlage gegen die Deutsche Johanna Hagn (yuko) belegte Silva den siebten Platz.
Ab 1997 trat Edinanci Silva im Halbschwergewicht an. Sie gewann die Südamerikameisterschaften und belegte bei den Panamerikanischen Meisterschaften den dritten Platz. Bei den Weltmeisterschaften 1997 in Paris unterlag sie im Viertelfinale der Kubanerin Diadenis Luna. In der Hoffnungsrunde besiegte sie Donna Ngo Batang aus Kamerun, Karin Kienhuis aus den Niederlanden und im Kampf um Bronze die Französin Estha Essombe. Silva trat auch in der offenen Klasse an, schied aber im Achtelfinale gegen die Südkoreanerin Lee Hyun-kyung aus.
1999 erkämpfte Silva eine Bronzemedaille bei den Panamerikanischen Spielen in Winnipeg. Anfang 2000 besiegte sie beim Tournoi de Paris im Finale die Japanerin Mizuho Matsuzaki. Bei den Südamerikameisterschaften gewann Silva 2000 sowohl das Halbschwergewicht als auch die offenen Klasse. Bei den Olympischen Spielen 2000 in Sydney unterlag sie im Viertelfinale der Chinesin Tang Lin, in der Hoffnungsrunde belegte sie den siebten Platz nach einer Niederlage gegen die Italienerin Emanuela Pierantozzi. Bei den Weltmeisterschaften 2001 in München schied Silva im Achtelfinale gegen Mélanie Engoang aus Gabun aus.
Bei den Panamerikanischen Spielen 2003 in Santo Domingo siegte Silva im Finale gegen die Kubanerin Yurisel Laborde. Einen Monat später bezwang Silva im Viertelfinale der Weltmeisterschaften in Osaka die Französin Céline Lebrun. Im Halbfinale traf sie auf Laborde und diesmal gewann die Kubanerin. Mit einem Sieg über die Niederländerin Claudia Zwiers sicherte sich Silva nach 1997 die zweite Bronzemedaille bei Weltmeisterschaften. In der offenen Klasse unterlag sie im Viertelfinale der Chinesin Tong Wen und schied in der Hoffnungsrunde gegen die Venezolanerin Giovanna Blanco aus. Im April 2004 siegte Silva bei den Panamerikanischen Meisterschaften. Bei den Olympischen Spielen 2004 in Athen bezwang Silva im Achtelfinale die Tunesierin Houda Ben Daya und unterlag im Viertelfinale Céline Lebrun. In der Hoffnungsrunde belegte sie nach einer Niederlage gegen die Italienerin Lucia Morico zum dritten Mal den siebten Platz.
Silva gewann die Panamerikanischen Meisterschaften 2006 und 2007. Bei den Panamerikanischen Spielen 2007 in Rio de Janeiro besiegte sie im Finale die Kanadierin Marylise Lévesque. Zwei Monate später wurden die Weltmeisterschaften ebenfalls in Rio de Janeiro ausgetragen und Edinanci Silva belegte den siebten Platz im Halbschwergewicht. 2008 verlor Silva im Finale der Panamerikanischen Meisterschaften in Miami gegen Yurisel Laborde. Laborde blieb nach ihrem Sieg in den Vereinigten Staaten. Bei den Olympischen Spielen in Peking unterlag Silva in ihrem Auftaktkampf der Spanierin Esther San Miguel. Mit drei Siegen in der Hoffnungsrunde erreichte Silva den Kampf um Bronze, den sie allerdings gegen die Südkoreanerin Jeong Gyeong-mi verlor. Der fünfte Platz war nach drei siebten Plätzen gleichwohl das beste Ergebnis bei Olympischen Spielen. 2009 und 2010 war Silva brasilianische Meisterin im Halbschwergewicht, 2013 siegte sie im Schwergewicht.